# باريس سان جيرمان موسم 1974–75
كان موسم 1974–75 هو الموسم الخامس لباريس سان جيرمان.   لعب باريس سان جيرمان مبارياته المحلية في الغالب على ملعب بارك دي برينس في باريس، ولكن مرة واحدة أيضًا على ملعب إيف دي مانوار في كولومب، مسجلاً متوسط حضور بلغ 17،456 متفرجًا لكل مباراة.  ولعب الباريسيون أيضًا مباراة واحدة على أرضهم في كأس فرنسا على ملعب باريس في سانت أوين سور سين. كان دانييل هيشتر رئيسًا للنادي وكان روبرت فيكوت مدربًا للفريق.   وكان جان بيار دولياني قائد الفريق. 